# Birgitta Hagnell-Lindén
Birgitta Lovisa Hagnell-Lindén, född Hagnell, född 21 juni 1932 i Halmstad, död 28 februari 2018, var en svensk textilkonstnär och målare.
Birgitta Hagnell-Lindén studerade textilkonst på Konstfack i Stockholm under åren 1950–1954 och fick efter studierna anställning på Örebro läns slöjdförening. Sedan 1956 har hon arbetat som frilansare. Hagnell-Lindén arbetar främst med gobelänger, grafik, silkscreentryck, broderi och akvarellmåleri. Några av Hagnell-Lindéns verk finns representerade i Eskilstuna konstmuseum, Gideonsbergskyrkan, Halmstads Konsthall, Jäders kyrka, Kumla kyrka, Storkyrkan, Ärla kyrka och Örebro slott.
Hagnell-Lindén har mottagit medalj från Svenska Hemslöjdföreningarnas riksförbund och blivit utsett till Årets Sörmlandskonstnär av Konstfrämjandet.
Birgitta Hagnell-Lindén är dotter till Ruth Hagnell och Eric Hagnell som var redaktionschef på Halland. Hon är syster till Olle Hagnell, kusin med Nils Hagnell och Hans Hagnell samt brorsdotter till Axel Hagnell. Hon gifte sig 1955 med agronomen Bengt Lindén och fick barnen Arvid och Olof.